# Hondelatte raconte
Hondelatte raconte est une émission de radio de faits divers diffusée quotidiennement sur Europe 1 depuis 2016 et animée par Christophe Hondelatte.
À ses débuts en 2016, l'émission était diffusée en matinée avant de basculer au début de l'année 2017 en après-midi. Un peu plus tard, l'émission de Christophe Hondelatte va subir un autre changement d'horaires. Elle passe de 14 h à 15 h au lieu de 17 h à 19 h en 2017 et de 10 h 30 à 11 h 30, puis de 13 h 15 à 14 h en 2016,,,.

## Historique

### Les diverses formules de l'émission
C'est depuis fin août 2016 que l'émission Hondelatte raconte arrive sur les ondes d'Europe1 et est diffusée du lundi au samedi. En janvier 2017, l'émission dure deux heures réparties de telle sorte que, durant la première heure, l'animateur relate pendant 20 minutes une histoire, qui n'est plus comme au début forcément liée au crime, mais le plus souvent en lien avec l'actualité du moment. Après avoir raconté l'histoire, Hondelatte la commente avec deux invités. La deuxième heure est consacrée à la tranche d'information traditionnelle d'Europe1. Au début de l'année 2018, cette partie consacrée à l’information sera abandonnée par l'animateur. À la fin de l'année 2019, l'animateur affirme vouloir décliner son émission à la télévision notamment sur France3,,,,,,.
Annoncée comme le podcast le plus écouté en France, selon les résultats de Médiamétrie (9,6 millions de téléchargements en 2021), Christophe Hondelatte confirme que son émission sera adaptée sur Canal+ en 2022.

## Récompenses
Hondelatte raconte est récompensée comme étant la meilleure émission de récit(s) et d'histoire(s) de l'année 2019 pour la troisième fois consécutive lors des Radio Notes 2019.